# العلاقات الأردنية الروسية
اقيمت العلاقات الدبلوماسية بين الأردن والاتحاد السوفيتي يوم 21 أغسطس / آب عام 1963 بمبادرة من الجانب الأردني. وفي يوم 16 فبراير / شباط عام 1992 اعترفت الأردن بروسيا كوريثة للاتحاد السوفيتي. وتربط البلدين علاقات الصداقة والتعاون على امتداد سنين طويلة، وكانت اسس تلك العلاقات قد ارسيت في عهد الحسين. وتتسم العلاقات السياسية بين الأردن وروسيا بتطابق المواقف في معظم القضايا الدولية، وخاصة في قضية التسوية للازمتين في الشرق الأوسط، والعراق.

## التعاون في المجال الاقتصادي
في يوم 20 أغسطس / آب 1988 تم التوقيع على الاتفاقية الخاصة بتشكيل لجنة التعاون الاقتصادي والعلمي والتقني الثنائية بين الحكومتين السوفيتية والأردنية، اما في نوفمبر/تشرين الثاني عام 1993 فاتخذ قرار بتشكيل اللجنة الروسية - الأردنية المماثلة. وفي فبراير / شباط عام 2004 وقعت اتفاقية التعاون في مجال السياحة بين الحكومتين الروسية والأردنية. وصل التبادل التجاري بين البلدين في عام 2002 يعادل مبلغ 32.7 مليون دولار، وفي عام 2003 مبلغ 50 مليون دولار، وفي عام 2006 مبلغ 140 مليون دولار. اما في عام 2008 فبلغ التبادل السلعي بين روسيا والأردن ما قيمته 410 ملايين دولار، بما فيه صادرات روسية إلى المملكة الأردنية الهاشمية بمقدار 406.5 مليون دولار، وواردات روسية من المملكة بمقدار 3.5 مليون دولار. تم توقيع مذكرة التفاهم بهذا الصدد يوم 18 أغسطس/آب عام 2005 في موسكو. وفي يوم 3 سبتمر / ايلول عام 2004 انعقد في موسكو مؤتمر الأعمال الروسي- الأردني الذي شارك فيه الملك عبد الله الثاني. وفي 18 أغسطس / آب عام 2005 تم تأسيس مجلس الأعمال الروسي الأردني الذي عقد جلسته الأولى. في أكتوبر/تشرين الأول عام 2008 شارك الوفد الأردني الذي ضم ممثلين عن 20 شركة أردنية برئاسة عامر الحديدي وزير الصناعة والتجارة في الأردن شارك في معرض التجارة والصناعة «آراب - اكسبو - 2008» الذي اقيم في موسكو. وقامت الشركات الروسية «ستروي ترانس غاز» و«تيخنو بروم اكسبورت» و«اورال تيخنو ستروي» الروسية بافتتاح ممثليات لها في عمان. اقيم في شهر مارس/آذار عام 2009 في عمان معرض «اكسبو - روسيا» الثامن السنوي الروسي الذي ينظم هناك ابتداء من سنة 2002. عقدت في عمان عام 2007 اتفاقية التعاون بين شركة «افتوفاز» الروسية وشركة «يوردانين كومباني جنرال اوتوموبيل اندستري» الأردنية التي قضتع بإنشاء معمل تجميع سيارات لادا تبلغ قدرته الإنتاجية 30 الف سيارة كل سنة.
تم في 12 مايو/آيار عام 2009 في موسكو توقيع مذكرة التفاهم حول تنقيب واستغلال مكمن النفط في اراضي الأردن. وتولت شركة «انتر راو يا أس» الروسية مسؤولية إجراء هذه الأعمال. في 22 مايو/آيار عام 2009 تم في موسكو بين الجانبين توقيع اتفاقية التعاون في مجال استخدام الطاقة الذرية للأغراض السلمية. وتشارك مؤسسة «روس آتوم» الروسية استنادا إلى هذه الاتفاقية في المناقصات الخاصة بإنشاء المفاعلين النووين الصناعي والتجريبي في الأردن. وفي يونيو/حزيران عام 2009 سرى مفعول اتفاقية الحماية المتبادلة وتشجيع الاستثمارات. ووافق الجانب الأردني في أغسطس/آب عام 2008 على اعتماد شركتي الطيران الروسيتين «ترانس ايرو» و«سيبير» لاستخدام الخطين الجويين «موسكو- عمان» و«موسكو - العقبة». وفي 11 مارس/آذار عام 2009 تم التوقيع في موسكو على اتفاقية النقل الجوي.

## التعاون العسكري
يوم 19 أكتوبر / تشرين الأول عام 2002 تم التوقيع على الاتفاقية الخاصة بتوريد مسدسات وبنادق قنص كاتمة الصوت روسية الصنع إلى الأردن، وذلك بين شركة «روس اوبورون اكسبورت» والقيادة الأردنية. وفي يوم 17 أغسطس / آب 2005 وقع الملك الأردني عبد الله الثاني، عندما كان يزور المعرض الفضائي الدولي بموسكو، وقع مع شركة «روس اوبورون اكسبورت» اتفاقية توريد طائرتي نقل عسكري روسية من طراز «ايل – 76 – م ف» إلى الأردن. في يوم 28 مارس / آذار عام 2006 تم التوقيع في عمان على اتفاقية إنشاء المؤسسة الروسية - الأردنية المشتركة الخاصة بصنع المروحيات من طراز «كا – 226»، وذلك أثناء اقامة معرض القوات الخاصة «سوفيكس». وفي فبراير / شباط عام 2007 تم توقيع اتفاقية الاقتراض المتواصل الخاصة بشراء الأردن للأسلحة الروسية، وذلك أثناء الزيارة الرسمية للرئيس بوتين إلى الأردن. وفي اطار المرحلة الأولى لتنفيذ هذه الاتفاقية يتم توريد طائرات النقل العسكري الروسية إلى الأردن بمبلغ قدره 350 مليون دولار. كما عقدت بين شركتي «روس اوبورون بروم» الروسية ومؤسسة «كينغ عبد الله الثاني» الأردنية اتفاقية لبيع المروحيات «كا – 226». وقد قامت المؤسسة الروسية - الأردنية المشتركة بصنع قاذف قنابل متعدد الأعيرة يعتبر الاأول من نوعه في العالم من طراز «ر ب ج – 32» الذي تجسدت فيه أفضل نماذج الأسلحة الاحادية المفعول والمتعددة المفعول.